# Sicyopterus micrurus
Sicyopterus micrurus  (Bleeker, 1853) es una especie de pez de la familia de los Gobiidae en el orden de los Perciformes.

## Morfología
Los machos pueden llegar a alcanzar los 9,5 cm de longitud total.

## Hábitat
Es un pez  de clima tropical y demersal.

## Distribución geográfica
Se encuentra desde Indonesia y Filipinas hasta las Islas de la Sociedad.

## Observaciones
Es inofensivo para los humanos.